# Hydrophorus borealis
Hydrophorus borealis är en tvåvingeart som beskrevs av Friedrich Hermann Loew 1857. Hydrophorus borealis ingår i släktet Hydrophorus och familjen styltflugor. Arten är reproducerande i Sverige. Inga underarter finns listade i Catalogue of Life.